# Lernagog
Lernagog là một đô thị thuộc tỉnh Armavir, Armenia. Dân số ước tính năm 2011 là 2250 người.